# Zafarraya
Zafarraya település Spanyolországban, Granada tartományban. Zafarraya Alhama de Granada, Alcaucín, Periana, Alfarnate és Loja községekkel határos. Lakosainak száma 2189 fő (2024).

## Népesség
A település népessége az elmúlt években az alábbi módon változott:
| Lakosok száma | 2157 | 2202 | 2170 | 2112 | 2167 | 2023 | 2063 | 2137 | 2096 | 2189 |
|               | 2001 | 2004 | 2006 | 2009 | 2011 | 2014 | 2016 | 2019 | 2021 | 2024 |